# Владимир (князь Оломоуца)
Владимир (чеш. Vladimír; ок. 1145 — до 11 декабря 1200) — князь Оломоуцкий в 1189—1192 и с 1194 года, сын оломоуцкого князя Оты III Детлеба и Дюрансии.

## Биография
В 1160 году умер отец Владимира, оломоуцкий князь Ота III Детлеб. Владимир и его младший брат Бржетислав ещё были подростками, поэтому Оломоуцкое княжество им не досталось.
В 1189 году князем Чехии стал Конрад II Ота, объединивший перед этим в своих руках все моравские княжества. В этом же году он назначил княжить в Оломоуце Владимира и Бржетислава.
В 1192 году чешским князем стал Пржемысл Отакар I, который отдал всю Моравию, в том числе и Оломоуц, своему брату Владиславу Йиндржиху. Однако вскоре Пржемысл Отакар I был смещён, а его преемником стал епископ Праги Йиндржих Бржетислав. Он в 1194 году отобрал Моравию у Владислава Йиндржиха, вернув Оломоуц Владимиру и Бржетиславу. Они сохранили свои владения и после того, как в 1197 году Пржемысл Отакар I вновь получил чешский престол, однако над ними был поставлен сюзереном Владислав Йиндржих с титулом маркграфа Моравии.
Владимир умер до 11 декабря 1200 года. Неизвестно, был ли он женат, также не упоминается, были ли у него дети.